# 段顧言
段顧言（1522年—？），字汝行，號古松，順天府薊州遵化縣軍籍，山西臨汾縣人，明朝政治人物。

## 生平
嘉靖二十五年（1546年）丙午科順天府鄉試第三十七名舉人。嘉靖二十九年（1550年）中式庚戌科會試第二百三十名，三甲第一百一十四名進士。三十年任祥符县知县。三十五年六月选授河南道試御史，三十七年巡按山东，三十九年巡按江西，四十年巡按廣東，四十一年十月升浙江按察司副使。晋本省参政，以考察回籍。

## 家族
曾祖段敬；祖父段璟；父段永常，知縣。前母郭氏；母張氏。慈侍下。